# 제2차 세계 대전 일본계 미국인 애국 기념물
제2차 세계 대전 일본계 미국인 애국 기념물 또는 전미 일본계 미국인 기념비(영어: Memorial to Japanese-American Patriotism in World War II, 일본어: 全米日系米国人記念碑)은 미국 워싱턴 D.C.에 있는 기념물로, 일본계 미국인 아티스트 니나 아카무가 제작하였다. 제2차 세계 대전 중 미국 내에서 차별 당한 일본계 미국인을 위하여 제작되었다.